# دوپویر (مونتانا)
دوپویر (به انگلیسی: Dupuyer) شهری در ایالت مونتانا کشور ایالات متحده آمریکا است که جمعیت آن در سرشماری سال ۲۰۱۰ میلادی، ۸۶ نفر بوده‌است.